# Царицата на рапирите
„Царицата на рапирите“ (на английски: Queen of Swords или Reina de espadas) е 22-сериен тевизионен филм, копродукция на САЩ, Канада, Италия, Испания, Франция, Великобритания.

## Преглед
Внимание:  Текстът по-долу разкрива сюжета на произведението (или части от него)!
Родителите на Мария-Тереса (Теса) Алварадо са убити и тя се завръща от Испания в градчето Санта Хелена, заедно с прислужницата си Марта, която е умела гледачка на карти. Една нощ Теса сънува, че баща ѝ ѝ се явява и ѝ казва „Моето малко ангелче ще въздаде справедливост“. Тогава тя си слага маската и се изправя срещу коменданта на Санта Хелена Луис Монтоя и капитан Маркус Гришам. В началото на 19 век, във време на подтисничество и нещастия тя подава ръка и разпръсква надежда за бедните, като повежда битка с алчността, корупцията и неправдата. Скрита зад маската тази смела и уверена дама, възпитана в справедливост и честност, поема по пътя, посочен от предсказанията на картите и защитава всички, над които е надвиснала сянката на неправдата. Царицата на рапирите е не само смел боец, но и чаровен разказвач на истории, с които внася смях и лъч светлина там, където надеждата е изчезнала.

## Актьорски състав
- Теси Мари Сантяго – Мария-Тереса (Теса) Алварадо/Царицата на рапирите
- Паулина Галвес – Марта
- Валентин Пелка -
- Антъни Лемке -
- Питър Уингфилд -